# Aşağıköy, Bilecik
Aşağıköy là một xã thuộc thành phố Bilecik, tỉnh Bilecik, Thổ Nhĩ Kỳ. Dân số thời điểm năm 2011 là 1.119 người.